# Ein ungezähmtes Leben
Ein ungezähmtes Leben (Originaltitel: An Unfinished Life) ist ein US-amerikanisches Filmdrama von Lasse Hallström aus dem Jahr 2005. Die Hauptrollen spielten Robert Redford, Jennifer Lopez und Morgan Freeman.

## Handlung
Einar Gilkyson lebt auf seiner Farm in Ishawooa, Wyoming. Er kümmert sich um seinen langjährigen Freund Mitch Bradley, der nach dem Kampf mit einem Bären unter den Folgen der erlittenen Verletzungen leidet. Einar konnte Mitch seinerzeit bei dem Unfall nicht helfen, da er stark angetrunken war. Er macht sich daher große Vorwürfe. Der Bär erscheint später wieder in der Nähe der Farm und wird bald darauf von Wildhütern gefangen und einem lokalen Zoo übergeben.
Kurz nachdem der Bär gefangen wurde, taucht Jean Gilkyson auf, die mit dem einzigen Sohn Einars verheiratet war. Er starb bei einem Autounfall, als beide übermüdet von einer Feier nach Hause fahren wollten. Jean saß seinerzeit am Steuer und wird daher von Einar für den Tod seines Sohns verantwortlich gemacht. Er ist ihr gegenüber sehr abweisend, gleichzeitig aber überrascht, dass sie eine kleine Tochter namens Griff dabei hat. Zum Zeitpunkt der Beerdigung war sie bereits schwanger, verschwieg Einar jedoch ihre Schwangerschaft. Danach brach der Kontakt gänzlich ab. Sie verließ ihren letzten Partner Gary, als dieser ihr gegenüber immer wieder gewalttätig wurde.
Jean will nur so lange bei Einar in Ishawooa bleiben, bis sie genügend Geld für die Weiterreise angespart hat. Sie findet Arbeit als Kellnerin und Griff lernt den ihr bisher unbekannten Großvater kennen. Als Einar den Bären auf Wunsch von Mitch Bradley befreien will, gefährdet die dabei helfende Griff durch einen Fehler beim Steuern des Pick-ups das Leben von Einar. Der, obwohl leicht verletzt, nimmt seiner Enkeltochter das Missgeschick aber nicht übel. Im Krankenhaus kommt es zur Aussprache von Einar und Jean sowie zur Versöhnung.
Als Jeans Ex-Freund Gary auf der Gilkyson-Farm auftaucht, kommt es zum Streit zwischen Gary und Jean, in dessen Verlauf Einar Garys Auto demoliert und ihn danach in den Bus zurück in seine Heimat setzt. Crane Curtis, der Sheriff von Ishawooa, hat sich zwischenzeitlich in Jean verliebt und mit ihr angebandelt.

## Drehorte
Obwohl der Film in Wyoming spielt, wurde er tatsächlich in der kanadischen Provinz British Columbia gedreht, und zwar in den Städten Ashcroft, Savona und Kamloops.

## Hintergrund
Der Film wurde bereits im Jahr 2003 produziert, aber erst zwei Jahre später veröffentlicht. Der Grund war ein Streit zwischen Lasse Hallström und den Produzenten.

## Kritiken
Peter Travers lobte in der Zeitschrift Rolling Stone vom 8. September 2005 die Darstellungen von Robert Redford und Morgan Freeman, kritisierte jedoch die entsetzlichen (unspeakable) Dialoge und die Darstellung von Jennifer Lopez.
Jürgen Armbruster schrieb auf www.filmstarts.de, der Film würde selbstverliebt wirken. Er lobte die Leistungen der Hauptdarsteller, die Bilder und die Filmmusik.
Friederike Kapp lobte auf www.satt.org die sehr überzeugende Darstellung von Damian Lewis, ferner die Darstellungen von Robert Redford und Morgan Freeman. Die Darstellung von Jennifer Lopez kritisierte sie als stereotyp und ein Transplantat aus einem Teenie-Streifen.

„Eine Art amerikanischer Heimatfilm, dessen triviale Handlung pedantisch ihren vorhersehbaren Weg geht. Auch die prominenten Darsteller vermögen das rasch versiegende Interesse an der betulichen Story nicht wieder anzustacheln.“

## Auszeichnungen
Der Film gewann im Jahr 2004 den Canadian Network of Makeup Artists Award.
Ein ungezähmtes Leben spielte in den Kinos der USA ungefähr 8,5 Millionen US-Dollar ein.